# Citrix
Citrix is een Amerikaans softwarebedrijf, gespecialiseerd in virtualisatie, netwerken en Software as a Service. Het bedrijf werd opgericht in 1989 door Ed Iacobucci in Fort Lauderdale in Florida. De huidige directeur en CEO is David Henshall. Citrix staat genoteerd op de NASDAQ onder CTXS. In 2012 heeft het bedrijf een omzet behaald van $ 2,59 miljard. 
Citrix Nederland is gevestigd in Amsterdam.

## Producten
In 1995 werd Citrix WinFrame op de markt gebracht; dit multi-user-platform voor Windows NT is door Citrix ontwikkeld, en in eerste instantie op de markt gebracht als WinView op basis van het OS/2-besturingssysteem, dat in die tijd al erg geschikt was voor multitasking. Citrix besloot echter het OS/2-product te migreren naar het Windows NT-platform en heeft een sourcecodecontract met Microsoft afgesloten om Windows NT te mogen aanpassen en doorverkopen. Men kocht dus WinFrame bij Citrix, en kreeg dan een complete Windows NT-installatie inclusief WinFrame-multi-user-functies.
WinFrame is tevens door enkele andere fabrikanten op de markt gebracht, die op het product onder OEM-basis van Citrix in licentie hadden genomen. Zo kon men kiezen uit WinDD van Tektronics of NTrigue van Insignia. Deze fabrikanten verkochten WinFrame door, met eraan toegevoegd diverse extra mogelijkheden bovenop hetgeen Citrix bood. Vooral de toegangsmogelijkheden tot Windows-toepassingen vanaf Mac- en UNIX-werkplekken spraken in die tijd de systeembeheerders - vooral bij grotere en technisch georiënteerde bedrijven - erg aan. Citrix heeft het NTrigue-onderdeel van Insignia na het aflopen van het OEM-contract overgenomen, en WinFrame onder meer uitgebreid met de clients voor UNIX.
In 1998 voegde Microsoft deze toegang op afstand toe als integraal onderdeel van het Windows NT besturingssysteem, als RDP.
Het concept, beter bekend onder de naam van Server Based Computing (SBC), is ontwikkeld om applicaties beschikbaar te maken (over kleine bandbreedtes) voor de gebruikers en daarbij de beheerinspanningen te verlagen. Omdat toepassingen op centrale servers geïnstalleerd worden en er slechts een minimale clienttoepassing op de werkplek nodig is, functioneert dit op nagenoeg alle platforms (besturingssystemen) over het LAN, het WAN en tragere verbindingen als ISDN of GPRS/UMTS. Er worden alleen schermafbeeldingen, muisbewegingen en toetsenbordaanslagen over het netwerk verstuurd. De benodigde client heet de ICA-clienttoepassing (Independent Computing Architecture), gebruikt het ICA-protocol en is beschikbaar voor Windows (32 bit), Windows CE/Windows Mobile, Unix, Linux, Mac, thin clients en dergelijke.
Dit concept wordt mogelijk gemaakt door centraal terminal servers te plaatsen op basis van Windows NT4 TSE, Windows 2000 Server met Terminal Services of Windows Server 2003 waarop de rol terminal server is ingeschakeld. Citrix biedt daarnaast een versie voor UNIX (IBM, SUN, HP) die met hetzelfde concept UNIX-toepassingen kan aanbieden aan alle besturingssystemen en apparaten voorzien van een ICA-client.

## Werking
De Citrix Presentation Server geeft alleen de beeldveranderingen door aan de gebruikerszijde en aan de gebruikerszijde worden muis- en toetsenbordinformatie doorgegeven richting de server. Dit zorgt ervoor dat applicaties kunnen worden aangeboden over lage bandbreedtes. Dit functioneert zelfs (net) over een 28kbps-modemverbinding of een GSM-verbinding. Om echter met redelijk resultaat te kunnen werken, is toch wel een ISDN-verbinding (64 kbps) een minimum. Ook andere informatie zoals geluid, afdruktaken, data van lokale vaste schijven en USB-poorten kunnen worden doorgegeven aan de zogenaamde sessies die op Windows Terminal Servers per gebruiker actief zijn. Dit maakt het bijvoorbeeld mogelijk om een scanner die is aangesloten op de werkplek te bedienen met een centrale toepassing die op de Citrix Presentation Server draait.

## Softwaregeschiedenis
- 1995 Winframe[3]
- 1997 Metaframe 1.8[4]
- 2001 Metaframe XP
- 2004 Presentation Server 3.0 (CPS 3.0)
- 2005 Presentation Server 4.0 (CPS 4.0, codenaam Colerado), Access Gateway Appliance & Advanced Access Control 4.0 , Access Essentials 1.0 (het kleine broertje van CPS)
- 2006 Access Gateway Appliance & Advanced Access Control 4.2, Edgesight for Endpoints / Presentation Server
- 2007 Presentation Server 4.5 (CPS 4.5, codenaam Ohio), Citrix Desktop Server 1.0, Citrix WanScaler appliances, Provisioning Server 4.5 (=Ardence), XenServer

## Huidige producten
- Xen-serie van hypervisors
  - Citrix XenApp (voorheen Citrix Presentation Server), software voor virtualisatie en implementatie
  - Citrix XenDesktop (desktopvirtualisatie, VDI)
  - Citrix XenServer (servervirtualisatie)
  - Citrix XenClient (desktopvirtualisatie)
  - XenMobile
- NetScaler (applicatieoptimalisatie, application delivery networking, load balancing, acceleratie van webapplicaties, applicatie firewall)
- NetScaler Gateway levert beveiligde toegang op afstand tot virtuele desktops en applicaties
- NetScaler CloudBridge optimaliseert application delivery naar gebruikers op afstand
- Provisioning Server levert applicatie workloads naar fysieke en virtuele servers
- Citrix Receiver
- ShareFile

## Grote kwetsbaarheid in Citrix, januari 2020
Januari 2020 kwam naar buiten dat in de Citrixtoepassingen ADC, Gateway, Netscaler en Netscaler ADC kwetsbaarheden gevonden zijn waardoor het mogelijk is dat aanvallers root-rechten kunnen verkrijgen. Ook is de kwetsbaarheid gevonden in de SD-WAN WANOP-software. Het NCSC gaf op 19 januari 2020 een advies af over hoe om te gaan met deze kwetsbaarheid.

## End-to-end-virtualisatie
Na de overname van XenSource in 2007 werden de virtualisatieproducten omgedoopt tot XenApp (applicatievirtualisatie), XenDesktop (desktopvirtualisatie) en XenServer (servervirtualisatie). Citrix noemt het totaalconcept waarin applicaties en data vanaf een dynamisch datacenter worden geleverd naar eindgebruikers end-to-end-virtualisatie.